# Idel'-Ural

Idel-Ural nel circondario federale del Volga.

L'Idel'-Ural (in russo Идель-Урал?, Idel'-Ural) è una regione storica dell'Europa orientale, appartenente alla Russia. Il nome significa Volga-Urali in lingua tatara. La variante russa utilizzata frequentemente è Volgo-Uralye.
Il termine Idel'-Ural è spesso utilizzato per riferirsi a sei repubbliche della Russia di questa regione: Baschiria, Ciuvascia, Mari El, Mordovia, Tatarstan, Udmurtia, specialmente nella letteratura di lingua tatara.
Prima dell'assorbimento da parte della Moscovia del XVI secolo, la regione appartenne ai Cazari, alla Bulgaria del Volga, all'Khanato dell'Orda d'Oro e al Khanato di Kazan'.
Tra i festival tradizionali si ricorda il Sabantuy.